# Маленков, Георгий Максимилианович
Гео́ргий Максимилиа́нович Маленко́в (23 ноября [6 декабря] 1901, Оренбург, Оренбургская губерния, Российская империя — 14 января 1988, Москва, РСФСР, СССР) — советский государственный и партийный деятель, соратник Иосифа Сталина, председатель Совета Министров СССР (1953—1955). Герой Социалистического Труда. Участник так называемой антипартийной группы (1957). Фактический руководитель СССР в марте 1953 — феврале 1955 года.
Член ЦК КПСС (1939—1957), кандидат в члены Политбюро ЦК ВКП(б) (1941—1946), член Политбюро (Президиума) ЦК (1946—1957), член Оргбюро ЦК ВКП(б) (1939—1952), секретарь ЦК КПСС (1939—1946, 1948—1953), депутат Верховного Совета СССР (1938—1958).
В 1920 году Георгий Маленков вступил в РКП(б) и стремительно продвинулся по карьерной лестнице. К 1925 году ему было поручено следить за партийными документами. Он стал тесно сотрудничать с Иосифом Сталиным, который к тому времени успешно укрепил власть в качестве генерального секретаря партии и стал фактическим лидером страны, и активно участвовать в партийных чистках конца 1930-х годов. Во время Великой Отечественной войны Маленков являлся членом Государственного комитета обороны. С 1946 по 1947 год возглавлял Специальный комитет по реактивной технике. В 1948 году Маленков восстановил своё положение одного из главных подчинённых Сталина. Чтобы закрепить за собой положение фаворита советского лидера, Маленков успешно дискредитировал маршала Георгия Жукова и умалял значение обороны Ленинграда во время Великой Отечественной войны, вследствие чего Москва сохранила свой имидж единственной культурной и политической столицы СССР. Он сыграл одну из главных ролей в «Ленинградском деле», представлявшем собой серию судебных процессов против государственных и партийных руководителей.
После смерти Сталина в марте 1953 года занял пост председателя Совета министров. Хотя через несколько месяцев он был вынужден уступить высший партийный пост Никите Хрущёву, в течение следующих двух лет Георгий Маленков работал над сокращением расходов на вооружение, увеличением производства потребительских товаров за счёт тяжёлой промышленности и предоставлением дополнительных стимулов для колхозов. Он курировал ряд важнейших отраслей оборонной промышленности, в том числе создание первой в мире АЭС.
Программы Маленкова, однако, встретили сопротивление со стороны других партийных деятелей, и в феврале 1955 года он был вынужден уйти в отставку. В 1957 году, после участия в безуспешной попытке антипартийной группы сместить Хрущёва, был исключён из Президиума и Центрального комитета и сослан в Казахстан, а в 1961 году был исключён из КПСС. Вскоре после этого Маленков официально ушёл из политики. После непродолжительного пребывания в Казахстане он вернулся в Москву и до конца жизни вёл себя сдержанно.

## Биография

### Ранние годы
Георгий Маленков родился в Оренбурге 23 ноября [6 декабря] 1901. Эта дата была установлена исследователями по архивным документам в 2016 году. Ранее в справочниках указывалась дата 26 декабря 1901 [8 января 1902], которую следует считать ошибочной. Родился в семье коллежского регистратора, потомка выходцев из Македонии дворянина Максимилиана Маленкова (потомка известного рода охридских священников Мале́нковых) и мещанки, дочери кузнеца Анастасии Шемякиной. Его дед по отцу был полковником.
В 1919 году окончил в Оренбурге классическую гимназию и добровольцем вступил в РККА, после вступления в апреле 1920 года в РКП(б) был политработником эскадрона, полка, бригады, Политуправления на Восточном и Туркестанском фронтах.
Во время пребывания на Туркестанском фронте женился на Валерии Голубцовой, работавшей библиотекарем в агитпоезде. Старшие сёстры матери Голубцовой (Ольги) были известными «сёстрами Невзоровыми» (Зинаида, Софья и Августина) — соратницами В. И. Ленина по марксистским кружкам ещё в 1890-е годы. Зинаида Невзорова в 1899 г. вышла замуж за Г. М. Кржижановского, в 1920-е годы возглавившего Комиссию ГОЭЛРО. Это родство, видимо, и определило стремление Маленкова и Валерии Голубцовой к получению образования в области энергетики.
Переехав в Москву в 1921 году, поступил в МВТУ на электротехнический факультет. Валерия Голубцова устроилась на работу в Организационный отдел ЦК и получила отдельную комнату в бывшей гостинице «Лоскутная» на Тверской улице — центре обитания московской коммунистической богемы.
Занимая пост секретаря общевузовской парторганизации МВТУ, руководил чистками, направленными против троцкистской оппозиции. Среди его соратников по студенческой партийной деятельности были М. З. Сабуров, М. Г. Первухин, В. А. Малышев. Особенно близок к нему был Малышев, который стал его преемником на посту секретаря после ухода Маленкова на работу в секретариат ЦК.
Вуз не окончил, перейдя на партийную работу в Московский обком. Б. Г. Бажанов утверждает, что он среднего образования не имел, поступал через рабфак и в МВТУ провёл лишь года три. Сын Маленкова пишет, что гимназию его отец окончил с золотой медалью и что после окончания МВТУ его приглашали в аспирантуру, но тот не мог бросить партийную работу и ещё два года вёл в свободное время научные исследования под руководством академика К. А. Круга.

### Стремительный взлёт карьеры
В 1924—1930 сотрудник Организационного отдела ЦК ВКП(б), с 1927 года технический секретарь Политбюро ЦК ВКП(б).
В 1930—1934 годах заведующий отделом (по одним источникам — агитационно-массовым, по другим — организационным) Московского областного комитета ВКП(б), возглавлявшегося Л. М. Кагановичем.
После XVII съезда, в 1934—1936 годах — заместитель заведующего отделом руководящих партийных органов ЦК ВКП(б), с марта 1935 года возглавляемого Н. И. Ежовым. В феврале 1936 года сменил Ежова на посту заведующего отделом руководящих партийных органов (на этом посту до 1939 года).
В 1935—1936 годах, после выдвижения Сталиным лозунга «Кадры решают всё», проводит кампанию проверки и обмена партийных документов, в ходе которой были составлены учётные карточки-досье на всех членов и кандидатов ВКП(б) — около 2,5 миллиона. На базе собранной картотеки, в которую также вошли данные на беспартийных руководителей и специалистов, была построена грандиозная централизованная номенклатурная кадровая система, ставшая главной партийной специальностью Маленкова.
Летом 1937 года по поручению И. В. Сталина вместе с Н. И. Ежовым, М. П. Фриновским, А. И. Микояном и Л. М. Кагановичем выезжал в Белоруссию, Армению, Грузию, Таджикистан, Татарскую АССР, Новосибирскую область, Свердловскую область и в другие районы для «проверки деятельности местных парторганизаций, НКВД, УНКВД и других государственных органов», где был развёрнут массовый террор. На январском Пленуме выступил с докладом «О недостатках работы парторганизаций при исключениях коммунистов из ВКП(б)», а в августе 1938 года — с докладом «О перегибах». Георгий Маленков сыграл большую роль в низложении Н. И. Ежова, обвинив его и подчинённое ему ведомство в уничтожении преданных партии коммунистов. Вместе с Берией принимал участие в аресте Ежова, которого арестовали в кабинете Маленкова.
С 1939 года член ЦК ВКП(б). С 22 марта 1939 года до весны 1946 года — начальник Управления кадров ЦК и секретарь ЦК. С марта 1939 по октябрь 1952 года — член Оргбюро ЦК ВКП(б).

### Военное и послевоенное время
Перед войной занимался широким кругом военных вопросов: руководил секретным аппаратом Коминтерна, военными кадрами, курировал авиацию и реактивную тематику. С июля 1940 года — член Главного Военного Совета РККА. Подпись Маленкова (вместе с подписями Жукова и Тимошенко) стоит под «директивами» номер 2 и 3, разосланными в войска 22 июня 1941 года.
С 21 февраля 1941 года — кандидат в члены Политбюро ЦК ВКП(б).
В годы Великой Отечественной войны — член Государственного комитета обороны. В августе 1941 года находился на Ленинградском фронте; осенью и зимой 1941 года принимал активное участие в организации операций по разгрому немецких войск под Москвой. В июле—октябре 1941 года курировал формирования нового вида вооружения — Гвардейских миномётных частей РККА. В марте 1942 года выезжал на Волховский фронт, в июле, а затем в августе — сентябре 1942 года — на Сталинградский и Донской фронты, в марте 1943 года — на Центральный фронт. Возглавлял так называемые Маленковские комиссии ГКО — экспертные группы, состоящие из высших генералов и выезжавшие на критические участки фронта. Рассекречены материалы только по последней такой комиссии.
В качестве куратора народного комиссариата авиационной промышленности за особые заслуги в области усиления производства самолётов и моторов 30 сентября 1943 года Маленков был удостоен звания Героя Социалистического Труда с вручением ордена Ленина.
С июля 1943 года — Председатель Совета по радиолокации при ГКО (впоследствии известного как «спецкомитет № 3»), с июня 1947 года на этом посту его сменил М. З. Сабуров.
5 августа 1943 года Политбюро ЦК ВКП(б) обязало Маленкова проверять работу обкомов, крайкомов, центральных комитетов компартий союзных республик В августе 1943 года Маленков возглавил Комитет при Совнаркоме СССР по восстановлению хозяйства в районах, освобождённых от немецкой оккупации (комитет упразднён в мае 1944 года). С февраля по сентябрь 1945 года — председатель Особого Комитета по демонтажу немецкой промышленности при ГКО СССР, занимавшийся после победы получением от Германии репараций в пользу СССР.
С 18 марта 1946 года — член Политбюро ЦК ВКП(б). «На Маленкова фактически были возложены обязанности заместителя Сталина по партии», — указывает доктор исторических наук О. В. Хлевнюк.
В марте 1946 года назначается председателем комиссии по постройке бомбардировщика Ту-4, совершившего первый полёт в мае 1947 года, и который использовался до начала 1960-х годов.
Из-за обвинений руководства авиапромышленности в систематических поставках бракованных самолётов на фронт («Авиационное дело») в апреле-мае 1946 года Маленков теряет высшие политические должности секретаря ЦК и начальника управления кадров ЦК.
4 мая 1946 года на заседании Политбюро ЦК по докладу И. В. Сталина Маленков был выведен из состава Секретариата ЦК ВКП(б), его заменил Патоличев Н. С.: «т. Маленков, как шеф над авиационной промышленностью и по приёмке самолётов — над военно-воздушными силами, морально отвечает за те безобразия, которые вскрыты в работе этих ведомств (выпуск недоброкачественных самолётов), что он, зная об этих безобразиях, не сигнализировал о них в ЦК ВКП(б)».
Сведения о последовавшей опале и ссылке противоречивы.
В журнале посещений кабинета Сталина записи о Маленкове не прерываются. В начале июня Маленков участвует в похоронах Калинина. Однако по протоколам заседаний Оргбюро и Секретариата видно, что Маленков в них не участвовал с 18 мая по 17 июля 1946 года. По советской версии, участие Маленкова в руководстве спецкомитетами было вполне официально засекречено, период биографии с 1946 по 1948 годы пропускался, или сообщалось о командировке в Среднюю Азию.
Председатель «спецкомитета № 2» по развитию ракетной техники с момента образования (13 мая 1946 года) по май 1947 года.
Маленков также входил и в состав спецкомитета по использованию атомной энергии, контролировал информацию по работе комитета, но его конкретная роль в советской ядерной программе до сих пор неясна.
С осени 1947 года участвует в работе Коминформа под руководством А. Жданова. После раскола с Югославией и безуспешной блокады Берлина в июле 1948 года смещает Жданова с поста секретаря ЦК, ведающего внешней политикой. Продолжая блокаду, по мнению некоторых историков — лишь для отвода глаз, Маленков переносит основные усилия на помощь китайским коммунистам в Гражданской войне, закончившейся их триумфальной победой в 1949 году.

### «Ленинградское дело» и дело Еврейского антифашистского комитета
Маленков сыграл одну из главных ролей в «Ленинградском деле» (выступил против коррупции в ленинградских партийных и советских органах) и разгроме ЕАК в 1949—1952 годах.
21 февраля 1949 года секретарь ЦК ВКП(б) Маленков прибыл из Москвы в Ленинград на литерном поезде во главе вооружённого отряда МГБ, который организовал оцепление Смольного для закрытого заседания Ленинградского обкома и горкома. Маленков с помощью угроз добивался от секретарей обкома и горкома признания в том, что в Ленинграде существовала враждебная антипартийная группировка. С подачи Сталина было дано указание об арестах руководителей Ленинграда, которые начались с июля 1949 года.
Информация о снятии с работы, привлечению к партийной и уголовной ответственности, о судебных процессах в прессе не публиковалась. Именно из-за «ленинградского дела», уже в ходе следствия, 12 января 1950 года, в СССР вновь вводится смертная казнь «по отношению к изменникам Родины, шпионам и подрывникам-диверсантам» (до этого, в 1947 году, Указом Президиума Верховного Совета СССР смертная казнь была отменена). Несмотря на то, что в данном случае не действует правило «закон обратной силы не имеет», введение смертной казни происходит за три дня до Постановления политбюро ЦК ВКП(б) «Об антипартийных действиях…», и потому связь между двумя фактами просматривается.
В результате «Ленинградского дела» были приговорены к расстрелу: председатель Госплана СССР Н. А. Вознесенский, председатель Совета министров РСФСР М. И. Родионов, секретарь ЦК ВКП(б) А. А. Кузнецов, первый секретарь Ленинградского обкома и горкома П. С. Попков, второй секретарь Ленинградского горкома ВКП(б) Я. Ф. Капустин, председатель Ленгорисполкома П. Г. Лазутин. 1 октября 1950 года в 2:00, спустя час после оглашения, приговор был приведён в исполнение. Прах их тайно захоронили на Левашовской пустоши под Ленинградом. И. М. Турко, Т. В. Закржевская и Ф. Е. Михеев осуждены на длительное тюремное заключение.

Большую власть [Берия] с Маленковым получили не сразу. Вскоре после войны их оттеснили от Сталина руководители нового поколения — «ленинградцы» — Вознесенский и другие…
Но вскоре они отыгрались. Заместитель председателя Госснаба Михаил Помазнев написал письмо в Совет министров о том, что председатель Госплана Вознесенский закладывает в годовые планы заниженные показатели. Для проверки письма была создана комиссия во главе с Маленковым и Берией. Они подтянули к своему расследованию историю с подготовкой в Ленинграде Всероссийской ярмарки, которую руководители города и РСФСР просили курировать Вознесенского. И всё это представили как проявление сепаратизма. И получилось, что недруги Маленкова и Берии — поголовно враги народа.

Потом Сталин постепенно стал отходить от руководства текущими делами, и решение оперативных вопросов, а по сути, управление страной оказалось в руках Маленкова и Берии. По-моему, явочным порядком. После Ленинградского дела остальные члены руководства страны боялись их так, что никто не посмел возразить, когда они фактически взяли в свои руки бразды правления.— из воспоминаний Михаила Смиртюкова, заместителя заведующего секретариатом Совнаркома СССР 
Официально никогда не сообщалось, в чём же суть «Ленинградского дела». Расстрелянные ленинградцы и их родственники оставили очень мало документов. Маленков позднее признался, что выполнял указания Сталина по зачистке Ленинграда. Из высказываний Хрущёва известно, что ленинградцы никакого заговора не устраивали, а лишь внесли предложение создать Российскую Коммунистическую партию со своим ЦК и центром в Ленинграде, туда же перевести из Москвы Совет министров РСФСР. Дело в том, что РСФСР — единственная союзная республика в составе СССР, не имеющая своей российской, или русской, коммунистической партии. С точки зрения документальных исследований историка Андрея Сушкова, основой для осуждения большинства крупных фигурантов «Ленинградского дела» были коррупция, личное обогащение и даже смычка с уголовными элементами.
Согласно Комиссии Политбюро ЦК КПСС 1988 года, в ходе расследования так называемого дела Еврейского антифашистского комитета было установлено, что прямую ответственность за незаконные репрессии лиц, привлечённых по этому делу, несёт Маленков, который имел непосредственное отношение к следствию и судебному разбирательству.
Маленков стал одним из наиболее доверенных лиц И. В. Сталина и произнёс вместо него Отчётный доклад на XIX съезде ВКП(б) — КПСС (октябрь 1952 года).

### Послесталинские годы
В день смерти Сталина нас вызвали к Маленкову, и оказалось, что он занял кабинет Сталина.— из воспоминаний Михаила Смиртюкова

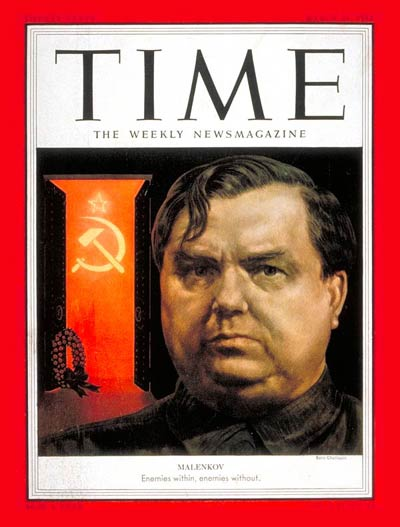
На обложке американского журнала Time в 1953 году. Подпись Враги внутри, враги снаружи (англ. Enemies within, enemies without).

По Постановлению Бюро Президиума ЦК КПСС о работе Бюро Президиума ЦК КПСС и Бюро Президиума Совета министров СССР от 10 ноября 1952 года Маленков отходил от работы в Совмине и сосредотачивался на работе в ЦК. Постановлением Бюро Президиума ЦК КПСС о работе Секретариата ЦК КПСС от 17 ноября 1952 года на Маленкова, Пегова и Суслова возлагалось поочерёдное председательствование на заседаниях Секретариата ЦК КПСС в случае отсутствия И. В. Сталина.
После смерти Сталина было проведено первое заседание бюро Президиума ЦК КПСС. На нём проходят всё новые собрания, при которых Маленков явно брал пост главы правительства в свои руки.
После смерти Сталина 5 марта 1953 года Маленков стал председателем Совета министров СССР. Уже в марте 1953 года на первом же закрытом заседании Президиума ЦК он заявил о необходимости «прекратить политику культа личности и перейти к коллективному руководству страной», напоминая членам ЦК, как Сталин сам сильно критиковал их за насаждаемый вокруг него культ.

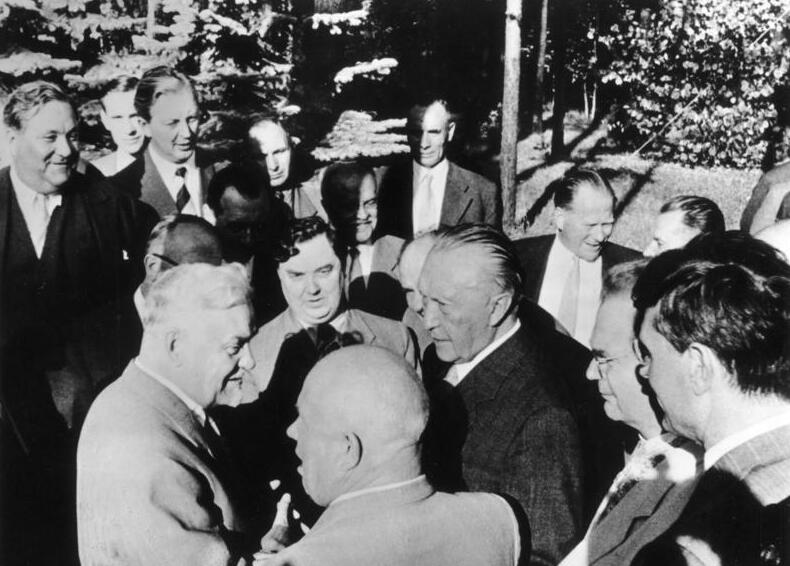
Г. М. Маленков, Н. С. Хрущёв, Н. А. Булганин, К. Аденауэр. 1955 год.

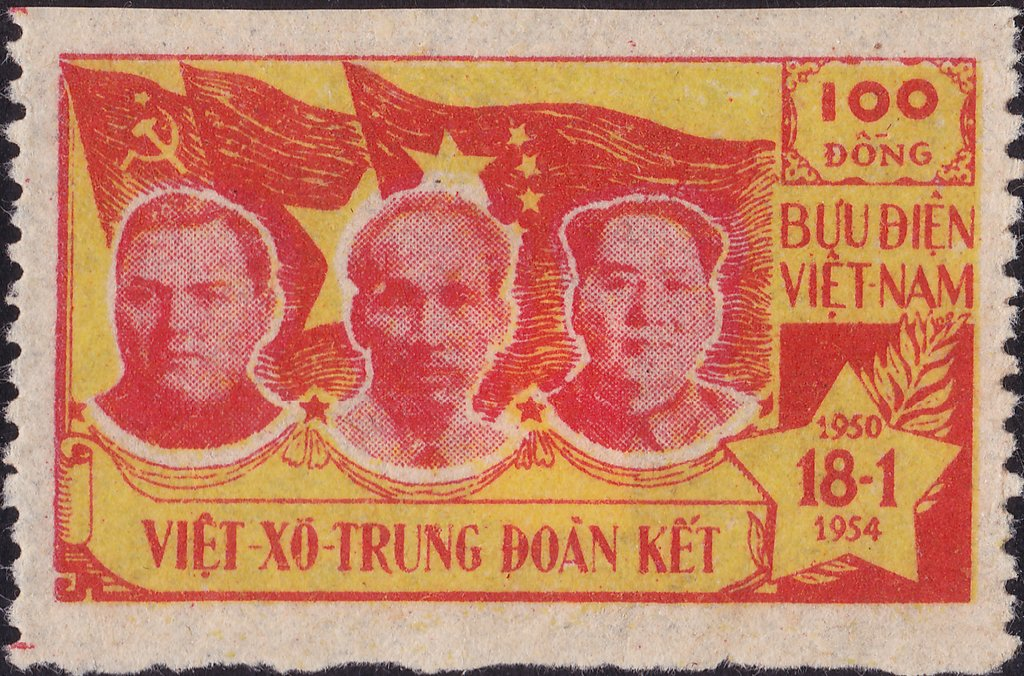
Вьетнамская марка 1954 года с портретами Г. М. Маленкова, Хо Ши Мина и Мао Цзэдуна

В мае 1953 года по инициативе Маленкова было принято Постановление Правительства, вдвое уменьшавшее вознаграждения партийным чиновникам и ликвидировавшее т. н. «конверты» — дополнительные вознаграждения, не подлежащие учёту. Это позволило Н. С. Хрущёву через четыре месяца совершить «дворцовый переворот»: отменить коллективное руководство ЦК партии и восстановить прежние привилегии.

Г. М. Маленков

В том же году принимается крупнейшее решение об оказании помощи в индустриализации Китая, что фактически стало началом периода «великой дружбы» (обычно датируемого 1953—1957 годами).
Выступая на июльском Пленуме, Маленков обозначил негативными проявлениями культа личности «политическую дискредитацию» Сталиным Молотова и Микояна на октябрьском (1952) Пленуме ЦК, решение Сталина увеличить в 1953 году на 40 млрд рублей налоги на деревню, сталинский план строительства Туркменского канала и положение о переходе от товарообмена к продуктообмену в работе «Экономические проблемы социализма в СССР».
В августе 1953 года на сессии Верховного Совета Маленков выступил с предложением в два раза снизить сельхозналог, списать недоимки прошлых лет, а также изменить принцип налогообложения жителей села. Маленков позволил крестьянам в 5 раз увеличить приусадебные участки. Была повышена оплата труда колхозников.
Маленков первым[уточнить] выдвинул тезис мирного сосуществования двух систем, выступал за развитие лёгкой и пищевой промышленности, за борьбу с привилегиями и бюрократизмом партийного и государственного аппарата, отмечая «полное пренебрежение нуждами народа», «взяточничество и разложение морального облика коммуниста».
Полгода, с марта по сентябрь 1953 года, Маленков, заняв пост, принадлежавший Сталину, воспринимался как его непосредственный наследник. Однако Сталин, упразднивший пост Генерального секретаря ЦК партии, не оставил для наследования особой партийной должности и тем самым лишил своих преемников права «автоматически» решать вопрос о лидерстве. Хрущёв же, добившись введения аналогичного по значимости поста, пришёл к искомой цели, возродив сталинскую постановку вопроса: партийный лидер является лидером страны. Это было связано и с тем, что в результате смены политики Сталина, возглавившего в мае 1941 г. Совет народных комиссаров, именно Правительство СССР, а не ЦК партии, в 1940-е — начале 1950-х годов стало фактическим верховным органом государственной власти.
Отставка Маленкова с поста председателя Совета Министров де-факто произошла 22 января, но окончательно была оформлена на сессии Верховного Совета СССР 8 февраля 1955 года. Также Маленков был отстранён от председательствования на заседаниях Президиума ЦК КПСС.
Критика политики Маленкова позже была отмечена в журнале «Историк»: «…Спорить с выдвинутыми против него обвинениями Маленков не стал. Соблюдая партийную дисциплину, он заявил о полном согласии не только с оценкой совершённых им ошибок, но и с предложением об освобождении его от должности председателя Совмина. После принятия Пленумом ЦК КПСС [31 января 1955 года] постановления „О тов. Маленкове Г. М.“ он был назначен министром электростанций и одним из заместителей председателя Совета министров СССР. Перестав быть первым среди равных, Маленков сохранил место в Президиуме».
В 1957 году вместе с В. М. Молотовым и Л. М. Кагановичем («Молотов, Маленков, Каганович и примкнувший к ним Шепилов») предпринял попытку сместить Н. С. Хрущёва с должности первого секретаря ЦК КПСС.
На Пленуме ЦК в июне 1957 года, рассматривавшем дело об «Антипартийной группе», Маленков был выведен из состава ЦК, переведён на должность директора электростанции в Усть-Каменогорске, затем — теплоэлектростанции в Экибастузе, а в ноябре 1961 исключён из КПСС.
Краткое время правления Маленкова отличалось снятием множества запретов: на иностранную прессу, пересечение границ, таможенные перевозки. Тем не менее новая политика преподносилась Маленковым как логическое продолжение прошлого курса, поэтому городское население страны мало обратило внимания на перемены, плохо поняло их, а потому и не запомнило.

Встречать отца поднялся весь город на демонстрацию — с флагами, с его портретами. И чтобы не произошло встречи с этой демонстрацией, из-за этого нас остановили в степи, посадили в автомобиль и по бездорожью тайком привезли…— Воля Маленкова (дочь Г. М. Маленкова) о приезде в Усть-Каменогорск

### Последние годы
После снятия со всех партийно-государственных постов в 1957 году отправлен в Усть-Каменогорск, позже — в Экибастуз. После смерти матери в 1968 году переехал в посёлок Удельная в Подмосковье на частную дачу.
После изгнания и исключения из партии Маленков сначала оказался в безвестности и страдал от депрессии, вызванной потерей власти и качества жизни. Впоследствии Маленков счёл свое понижение в должности и увольнение облегчением от давления борьбы за власть в Кремле на протяжении 1950-х годов. В последние годы жизни Маленков принял православие, как и его дочь, которая с тех пор потратила часть своего личного состояния на строительство двух церквей в сельской местности. В публикациях православной церкви на момент смерти Маленкова говорилось, что в последние годы жизни он был чтецом, низшей ступенью русского православного духовенства, и певчим на клиросе.
С 1973 года проживал в Москве, на 2-й Синичкиной улице, в двухкомнатной квартире. В 1980 году по распоряжению Ю. В. Андропова ему была предоставлена двухкомнатная квартира на Фрунзенской набережной, где провёл последние годы своей жизни.

Молотову и Кагановичу потом пенсии повышали, а Маленков не просил ни о пенсии, ни о прикреплении к кремлёвской столовой. Мы помогали ему с квартирой, с путёвками в санаторий. Но встречаться нам не приходилось. Его заявления с просьбами привозили или жена, или дочь Воля. Сам он в Кремле не был больше ни разу. — из воспоминаний Михаила Смиртюкова
Добивался восстановления в партии, но так и не был восстановлен. А. Г. Маленков также свидетельствовал, что его отец сохранил уважение к Сталину, а Никиту Хрущёва называл «авантюристом и проходимцем».

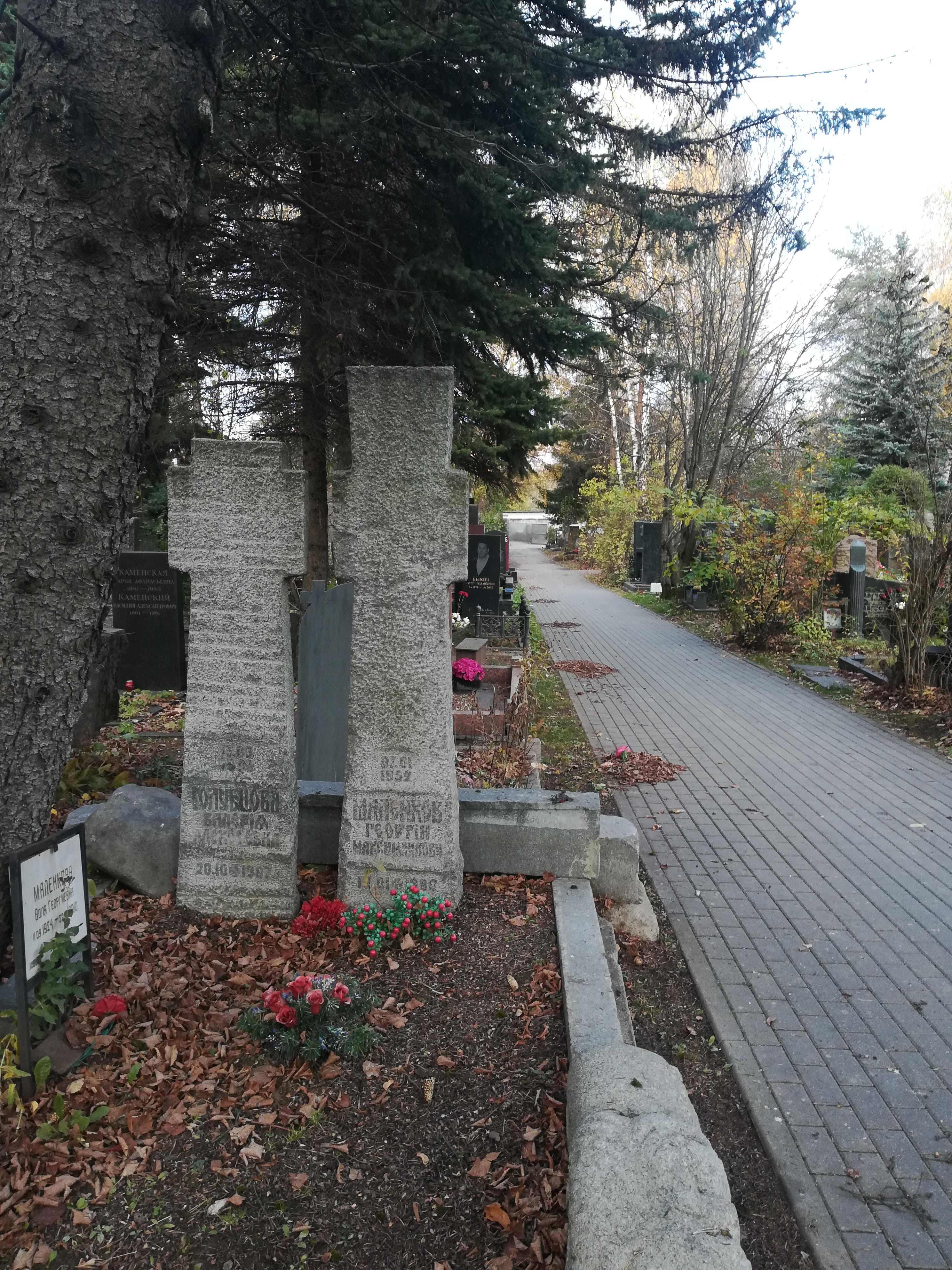
Могила супругов Г. Маленкова и В. Голубцовой на Кунцевском кладбище. 2020

Журнал Der Spiegel писал о последних годах жизни Маленкова в своём некрологе:

Он жил со своей женой Валерией на Фрунзенской, отоваривался в спецмагазине для функционеров и ездил электричкой на свою дачу в Кратово.

Умер 14 января 1988 года. Похоронен на Кунцевском кладбище Москвы.

## Увлечения
Играл в бильярд.

## Семья

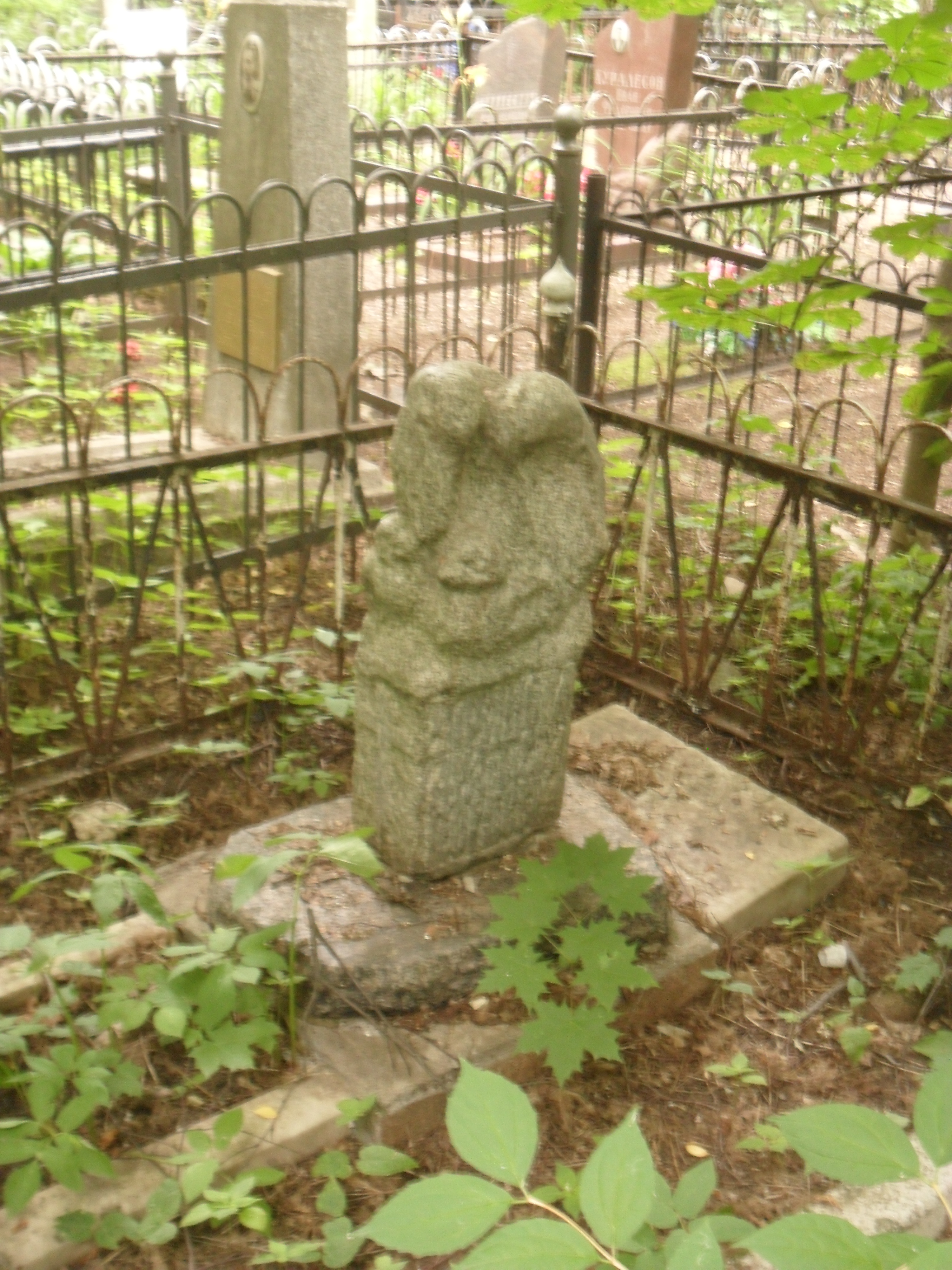
Могила матери Маленкова на Быковском кладбище Жуковского.

Жена (с 1920) Маленкова Валерия Алексеевна Голубцова, была ректором Московского энергетического института в 1943—1952 годах. Доктор технических наук, профессор.

### Дети
- Воля (Валентина) Георгиевна Маленкова (после первого замужества — Шамберг[60]). Родилась 9 сентября 1924 года, архитектор. Профессор Московского художественного (Строгановского) института[61]. Умерла в 2010 году[62]. Похоронена рядом с родителями на Кунцевском кладбище города Москвы. Первый муж Владимир Михайлович Шамберг (1926—2014) — внук Соломона Абрамовича Лозовского[63][64], после опалы которого Маленков принудил дочь развестись с мужем. Сын от этого брака — Сергей (1946—2010). Второй брак с Александром Владимировичем Степановым. Их сын Пётр Александрович Степанов (1953—2014) был скульптором.
- Андрей Георгиевич Маленков (29 мая 1937 — 7 июля 2024)[65] — учёный, специалист в области биофизики; по образованию физик; доктор биологических наук, профессор. Ученик Николая Владимировича Тимофеева-Ресовского. Автор книги воспоминаний «О моём отце Георгии Маленкове».
- Георгий Георгиевич Маленков (род. 20 октября 1938) — профессор, доктор химических наук. Заведующий лабораторией математического моделирования физико-химических процессов Института физической химии и электрохимии имени А. Н. Фрумкина РАН.

## Основные политические акции
- Организовал «Ленинградское дело»
- Частично выполнил инициативу министра внутренних дел Л. П. Берия по освобождению и реабилитации жертв сталинских репрессий.
- В области сельского хозяйства: повышение закупочных цен, уменьшение налогов, пленум по сельскому хозяйству (1953), выдача паспортов колхозникам.
- Передача Крымской области из состава РСФСР в состав УССР.

## В кино
- 1949 — Сталинградская битва — Виктор Хохряков
- 1983 — Красный монарх — Питер Вудторп
- 1989 — Закон — Юрий Рудченко
- 1990 — Десять лет без права переписки — Юрий Рудченко
- 1991 — Ближний круг — Валентин Червяков
- 1996 — Дети революции — Стивен Эббот
- 2005 — Звезда эпохи — Сергей Николаев
- 2009 — И примкнувший к ним Шепилов (4 серии) — Юрий Митрофанов
- 2010 — Берия. Проигрыш (4 серии) — Валерий Магдьяш
- 2011 — Жуков — Игорь Марычев
- 2011 — Легенда о Екатерине (сериал)
- 2013 — Сын отца народов — Сергей Беляев
- 2017 — Смерть Сталина — Джеффри Тэмбор
- 2019 — Страна Советов. Забытые вожди — Сергей Кудряшов

## В филателии
- В 1953 году ЧССР выпустила серию, посвящённую Дню международной солидарности трудящихся — 1 мая, на одной из которых была запечатлёна первомайская демонстрация в Праге под портретами И. В. Сталина и Г. М. Маленкова (Mi #801)
- В 1954 году ДРВ выпустила серию из трёх марок, посвящённую вьетнамо-советской дружбе с изображением Хо Ши Мина и Г. М. Маленкова (см. выше).
- В 2014 году Республика Чад выпустила почтовый блок «Руководители Советского Союза во Второй мировой войне» с изображением Г. М. Маленков[66][67].

## Награды
- Герой Социалистического Труда (30.09.1943) — за особые заслуги в области усиления производства самолётов и моторов в трудных условиях военного времени
- 3 ордена Ленина (30.09.1943, 06.11.1945, 07.01.1952)
- медали

## Звание
- Генерал-лейтенант (1943)[15].

## Носили имя Маленкова
- Завод № 119 (1940—1962)[68][69];
- Торговый центр «Маленковский» в дачном посёлке Удельная.

## Память
- В 2017 году в Оренбургском губернаторском историко-краеведческом музее открывалась выставка «Георгий Маленков — третий вождь страны Советов»[70].
- В Экибастузе на доме по адресу улица Строительная, 89, где проживал Маленков, ему установлена мемориальная доска.